# Clostridium hastiforme
Clostridium hastiforme  è una specie di batterio appartenente alla famiglia delle Clostridiaceae.